# Marquesado de Zayas
El marquesado de Zayas es un título nobiliario del reino de Nápoles concedido por el rey Carlos III de España a José de Zayas en 1750. José de Zayas había nacido en 1703 en la localidad de Mora (provincia de Toledo), villa de la cual fue regidor por el estamento noble. Participó en las campañas militares de Nápoles y destacó en la defensa de la plaza de Valetri. En agradecimiento, el rey Carlos III (entonces Carlos VII de Nápoles) le concedió el marquesado de Zayas. También era comandante de la orden de Santiago.

## Marqueses de Zayas
- José de Zayas y Carrillo (Mora, Toledo 1709 - Madrid 1793), I marqués de Zayas. Casó en 1761 con María Antonia Potau y Colón de Portugal.[2]
- Antonio de Zayas y Potau (Mora, Toledo 1766 - 1837), II marqués de Zayas. Casó en 1795 con María Teresa Sabatini y Vanvitelli, hija del arquitecto Francesco Sabatini.
- Manuel de Zayas y Sabatini (Madrid 1796 - 1866), III marqués de Zayas. Militar. Casó con Juana Pérez.
- Miguel de Zayas y Pérez (Toledo 1828 - Palma de Mallorca 1881), IV marqués de Zayas. Casó con Francisca Borrás.

- Bartolomé de Zayas y Borràs (Palma de Mallorca 1859 - id. 1922), V marqués de Zayas. Casó con Pilar de Bobadilla y Martínez de Arizala.
- Alfonso de Zayas y de Bobadilla (1896-1970), VI marqués de Zayas. Casó con Marie Juliette Gabrielle Vierne d'Harcourt (1900 - 1977). Hasta 1963 no se le concedió la autorización para usar el título en España.[3]
- José Eugenio de Zayas y d'Harcourt (1924 - 2011), VII marqués de Zayas. Casó con Claude Bernanos en 1949.[4] Con descendencia en Brasil que no ha reclamado la sucesión del título.